# Данилин, Павел Феопемптович
Данилин Павел Феопемптович (03.11.1883 г. Самарская губерния — ?) — русский военный лётчик, участник Первой мировой и Гражданской войны, подполковник РИА, начальник 17-го корпусного авиационного отряда, член Коллегиального управления авиации армий Северного фронта, начальник Псковского добровольческого авиационного отряда, кавалер шести боевых орденов и Георгиевского оружия.

## Биография
Родился 3 ноября 1883 года в крестьянской семье в селе Сосновка Архангельской волости Самарской губернии. Образование получил в Самарском городском училище. Окончил в 1908 году Казанское пехотное юнкерское училище. С 15.06.1908 года — подпоручик 188-го пехотного Карского полка. 25.11.1911 произведён в поручики. В 1912 году поручик Павел Данилин подал прошение о переводе в авиацию. Направлен в Офицерскую Школу Авиации Отдела Воздушного Флота. С сентября 1912 года приступил к занятиям на Офицерских теоретических курсах авиации при Санкт-Петербургском политехническом институте в 3-й наборе курсантов (ЦГИА СПб, ф. 478, Оп. 7, д. 4, стр. 1 — 5). После успешного окончания курсов обучался полётам в Севастопольской авиационной школе. 10.09.1913 года, после сдачи соответствующих экзаменов, Данилину присвоено звание Военного лётчика. Службу продолжил лётчиком 17-го Корпусного авиаотряда, в котором и встретил Первую мировую войну. Проявил себя бесстрашным пилотом и удачливым разведчиком, удостоен шести боевых орденов и Георгиевского оружия:
«За то, что, производя воздушные разведки 18, 20 и 22 ноября 1914 года в районе Серадзь-Шадек-Стрыков-Брезины-Тушин расположения противника и его группировки, будучи обстрелян артиллерийским огнём, своевременно доставил в штаб 5-й армии сведенья о движении противника большими силами в стороны левого фланга и тыла армии, что дало время и возможность принять соответствующие меры, повлиявшие на успешный ход операции».
4 июля 1915 года П. Ф. Данилин произведён в штабс-капитаны. Назначен командиром 17-го Корпусного авиационного отряда, в должности которого находился с 26 октября 1915 по 10 января 1917 года до момента перехода на должность исполняющего дела помощника Инспектора авиации Северного фронта. С 09.03.1917 года — капитан, с 29.09.1917 — подполковник. Обладая непререкаемым авторитетом у офицеров и нижних чинов, на фронтовом авиационном съезде подполковник Данилин избран в Коллегиальное управление авиацией армий Северного Фронта (постановление съезда № 103).
Октябрьский переворот крестьянский сын, родители которого были рождены крепостными крестьянами, подполковник Российской Императорской армии, Георгиевский кавалер Павел Феопемптович Данилин не принял. В Белой Армии воевал начальником Псковского добровольческого авиационного отряда.

## Награды
17.12.1913 г. — Орден Святого Станислава 3-й степени
Орден Святой Анны 4-й степени с надписью «За храбрость»
24.03.1915 г. — Орден Святой Анны 3-й степени с мечами и бантом
18.04.1915 г. — Орден Святого Владимира 4-й степени с мечами и бантом
20.05.1916 г. — Орден Святого Станислава 2-й степени с мечами
05.07.1916 г. — Орден Святой Анны 2-й степени с мечами
12.07.1915 г. — Георгиевское оружие